# Serra de Sant Joan (Collbató)
La Serra de Sant Joan és una serra situada al municipi de Collbató a la comarca del Baix Llobregat, amb una elevació màxima de 1.006 metres.